# Simojovel
Simojovel é um município do estado do Chiapas, no México. A população do município calculada no censo 2005 era de 32.451 habitantes.